# Hitman: Codename 47 / Hitman 2: Silent Assassin
Hitman: Codename 47 / Hitman 2: Silent Assassin är ett musikalbum som består av musik från datorspelen Hitman: Codename 47 och Hitman 2: Silent Assassin, båda är komponerade av Jesper Kyd och framfördes av Budapest Symphony Orchestra och Hungarian Radio Choir.

## Track listing
Skiva 1 - Hitman: Codename 47
1. Intro
2. Main Title (Extended Version)
3. Hong Kong Themes
4. Jungle Exploration
5. Dark Jungle
6. Hotel Themes
7. Harbor Themes
8. Hospital Themes
9. Hotel Music (Early Demo)
10. Rainforest Music (Early Demo)
11. Atmosphere Demo
12. Main Title (Original Slow Version)

Skiva 2 - Hitman 2: Silent Assassin
1. Hitman 2 Main Title
2. Waiting for Action
3. Action Begins
4. 47 Makes a Decision
5. The Penthouse
6. Japanese Mansion
7. Japanese Snow Castle
8. Streets of India
9. Mission in India
10. 47 in St. Petersburg
11. Trouble in Russia
12. Desert Sun
13. Arabian Dance
14. The Setup
15. End Boss
16. Slow Ambience
17. Fast Ambience
18. H2 Exploration
19. H2 Action
20. Dreams of Istanbul (Bonus Track)